# AN/SPG-62
AN/SPG-62는 탐지 목표물의 높이 좌표를 확보한다. 대표적으로 세종대왕급 구축함에 탑재돼있으며, 한척당 3대씩 장착돼 있다.

## AN/SPG-62 탐지범위
- 탐지고도 : 30km
- 탐지거리 : 305km

### 기타 조사 레이다
- AN/SPG-62 : 305km
- STIR-240 : 138km
- STIR-180 : 180km

## 같이 보기
- FCS-3
- SAMPSON
- SMART-L
- OPS-24
- AN/SPY-3
- STIR-240